# Antoni Febrer
Antoni Febrer i Cardona o Antonio Febrer y Cardona (Mahón, isla balear de Menorca, 1761 - 1841), fue un gramático, lexicógrafo, traductor y poeta español en dialecto catalán menorquín.

## Biografía
Fue uno de los máximos exponentes de lo que se llamó Grup Il·lustrat Menorquí o Grupo ilustrado menorquín junto con Juan Ramis y Joan Roca Vinent, con los que formó parte de la Sociedad Mahonesa de Cultura, que desde fines del siglo XVIII renovó las ciencias, artes y letras de la isla. Fue un apasionado defensor de la lengua y la cultura en lengua autóctona y, muy cerca de una vertiente humanista de entender el mundo y el arte en general, se enfrentó a algunos acontecimientos del momento, como la fuerte imposición del castellano en todos los ámbitos de la vida isleña.
Nació en una familia acomodada en plena dominación francesa de la isla dos años antes de que se iniciara un segundo periodo de dominación británica, que se prolongaría hasta el 1782. Como hijo segundón, carecía de patrimonio propio y estuvo siempre a expensas de su hermano mayor, aunque tuvo siempre lo suficiente de la herencia familiar como para llevar una vida cómoda. Se benefició en particular de la espléndida biblioteca paterna, formada ante todo de libros de derecho y notaría, pero también ampliamente surtida de diccionarios, gramáticas, clásicos grecolatinos y compendios de oratoria, entre otros géneros.
Se doctoró en ambos derechos (iuris utriusque) en la Universidad de Aviñón en 1784, dos años más tarde que su hermano Rafael, siguiendo la costumbre burguesa y aristocrática menorquina de entonces de concluir estudios en Montpeller o Aviñón antes que en Cervera o Barcelona. 
De 1784 a 1800, año en que fechó su primera obra, La prosodia de P. Álvarez, transcurrieron dieciséis años durante los que fueron desapareciendo las manifestaciones culturales que habían hecho posible un brillante periodo de la literatura menorquina. Tal vez esto le predispuso a iniciar una ingente labor como gramático, lexicógrafo, poeta y traductor al servicio del humanismo y de la lengua propia en su madurez, ya frisando los cuarenta. Tomó la decisión de oponerse a la general castellanización de la vida isleña y reavivar el interés por la lengua isleña. Sometió sus escritos en catalán a una exigente lima. Trabajó a la vez en temas diversos  aunque mantuvo siempre constante su inclinación por la filología. Entre 1804 y 1807 compuso Principios generales de la lengua menorquina, Principios generales de la lengua francesa, Principios generales y particulares de la lengua francesa entre otras obras, y de 1821 a 1824 Principios generales y particulares de la lengua menorquina, Respuesta a algunas dudas sobre los principios generales y particulares de la lengua menorquina, Notas sobre la pronunciación y la ortografía menorquina. Tradujo clásicos latinos entre 1805 y 1808 (Los libros de Cicerón de la vejez, de la amistad, los Paradoxos y el Sueño de Escipión; Las fábulas de Fedro; Las Bucólicas de Virgilio) y de 1832 a 1835 (Historias elegidas de autores profanos I y II); recopiló poesía popular entre 1810 y 1815 (Glosa sobre las principales fiestas del año; Recopilación de diferentes poesías menorquinas, principalmente de las coplas que se cantan en las fiestas de algunos santos abogados, entre otros) y las traducciones teatrales de 1832 a 1838 (Filocrís o el avaro; Damocles o el filósofo reinante; José vendido por sus hermanos; José, intendente de todo Egipto; Daniel o el verdadero culto de Dios establecido en Oriente); las obras de temática religiosa, en cambio, están presentes a lo largo de toda la producción (desde la Parábola del hijo pródigo, de 1803, hasta una traducción de los Salmos de David de 1840). También cabe destacar la notable aportación a la lexicografía que supone su Diccionario menorquín, español, francés y latino. Se relacionó con los intelectuales de su tiempo, pero procuró alejarse de la política y de la vida pública. Sabemos, sin embargo, que en 1812 fue Vocal en la Junta Suprema de Mallorca -aunque intentó, en vano, renunciar- y que, en 1815, fue nombrado director de la Escuela de primeras letras de Mahón, cargo que dejó en 1819 en favor de Joaquín Pons Cardona. Consta que corrigió algunas glosas del maestro Gaspar Cardona, poeta popular mahonés fallecido en 1826; que trató a menudo de temas lingüísticos, muy especialmente con José Togores, Conde de Aiamans, y con Francisco Mayol, Bartolomé Serra y Joan Binimelis, a los que conoció a raíz de su estancia en Mallorca, y que tuvo buenas relaciones con Juan Ramis y Vicenç Albertí y otros miembros de los círculos culturales isleños. Pero es evidente que prefería recluirse en la biblioteca familiar, cuyo volumen incrementó notablemente, y buscar la compañía de sus libros, una gran parte de ellos adquiridos fuera de las imposiciones censoras de la Inquisición.
Vivió la implantación definitiva de las armas españolas, con un breve paréntesis de ocupación militar inglesa, entre 1789 y 1802. Los años del cambio de siglo se destacaron por una dedicación intensa a su obra, escrita íntegramente en catalán. Se conservan casi noventa manuscritos de su puño y letra y se tiene noticia de otros cinco que se han perdido, pero solo pudo disfrutar de una publicación en vida (El eczercici de la Vía Crucis, 1811, segunda edición, 1846). Más de un siglo después, comenzaron a publicarse sus obras en La Página Menorquina y, ya más adelante, se le ha ido editando esporádicamente; en  2001, su Diccionario menorquín, español, francés y latino.